# Студинский, Кирилл Иосифович
Кири́лл Ио́сифович Студинский (псевдонимы и криптонимы — К. Викторин, И. Лаврентий, К. Зорян, В. Кость, К. С. и проч.; 4 октября 1868, Кипячка, ныне Тернопольского района Тернопольской области — июль 1941, Киев, УССР) — украинский филолог-славист, литературовед, языковед, фольклорист, писатель, общественный деятель. Внук Степана Качалы, дядя Романа Слюзара. Доктор философии (1894), член ВУАН (с 1929 года, исключен в 1933 «за контрреволюционную деятельность», в 1939 году восстановлен).

## Биография
Родился в селе Кипячка Тернопольского уезда (ныне Тернопольского района, Тернопольской области Украины) в семье священника Церкви Рождества Пресвятой Богородицы о. Иосифа Студинского. Семья имела шляхетское происхождение и принадлежала к гербу Прус.
Учился во Львовском и Венском университетах. Ученик В. Ягича.
С сентября 1894 года до июня 1895 года осуществлял научные исследования в библиотеках университетов Киева и Санкт-Петербурга, вернулся во Львов, где учительствовал в гимназии.
После стажировки в Берлинском Университете (под руководством Александра Брюкнера) в 1897—1899 годах — доцент Краковского университета, в 1900—1918 и 1939—1941 годах — профессор Львовского университета (в 1940—1941 — его проректор).
Был одним из руководящих членов Христианско-общественной партии и соредактором её печатного органа «Русло», в 1905—1914 — член Краевой Школьной Рады. С конца XIX века сотрудничал с «Просвитой» в Киеве, референт-редактор (вместе с Иваном Франком) изданий общества. Кирилл Студинский дружил с Богданом Лепким, Петром Франко и другими, переписывался с Владимиром Антоновичем, Александром Брюкнером, Андреем Чайковским и др.
Во время польско-украинской войны 1919—1920 интернирован в Баранов и Домбе.
В 1916—1920 — председатель Учительской Общества, в 1921—1922 — председатель Украинского Национального Совета.
В Научном обществе имени Тараса Шевченко (НТШ) Студинский много лет был директором филологической секции, в (1923—1932) — председатель «Просвиты», установил тесные связи с ВУАН в Киеве. Будучи увлечен развитием науки и культуры в СССР в 1920-х гг., некритично относился к политике советской власти.
22 мая 1924 года был избран внештатным академиком на кафедре древней украинской литературы, заведующим историко-филологическим отделом, а 23 июня это избрание подтвердило общее собрание ВУАН. В своей рекомендации М. Грушевский подчёркивал гражданское мужество Студинского: «Когда с начала 1919 г. польские власти потребовали от него присяги на верность Польше, которая не признавала тогда Галицкой земли, — он отказался от принесения присяги, за что дважды был арестован и интернирован в Баранов и Домбе под Краковом, где просидел полгода…»
Работал в комиссии по заключению украинского правописания (1928, г. Харьков).
Его волновали не только местные галицкие проблемы, но и проблемы всей Украины. Студинский возглавил Галицкий Краевой комитет, созданного М. Грушевским «Комитета помощи голодающей Украине».
В 1927 г. Студинский вместе с М. Кордубой, Ф. Колессой и Л. Макарушкой представляли НТШ на праздновании в Киеве столетия выхода сборника украинских песен М. Максимовича. 
Студинский считался в Галичине ярым советофилом, за что даже подвергся нападению ОУНовцев. Двое боевиков-националистов в марте 1930 года явились в канцелярию НТШ и избили его.
Во время присоединения Западной Украины к СССР был в октябре 1939 избран председателем Народного Собрания Западной Украины, в 1940 году — депутатом Верховного Совета УССР и Львовского облсовета. На этих постах спас своими ходатайствами многих украинцев от советских репрессий. С октября 1939 был управляющим кафедры украинистики и деканом филологического факультета, с 1940 года — проректором Львовского университета.

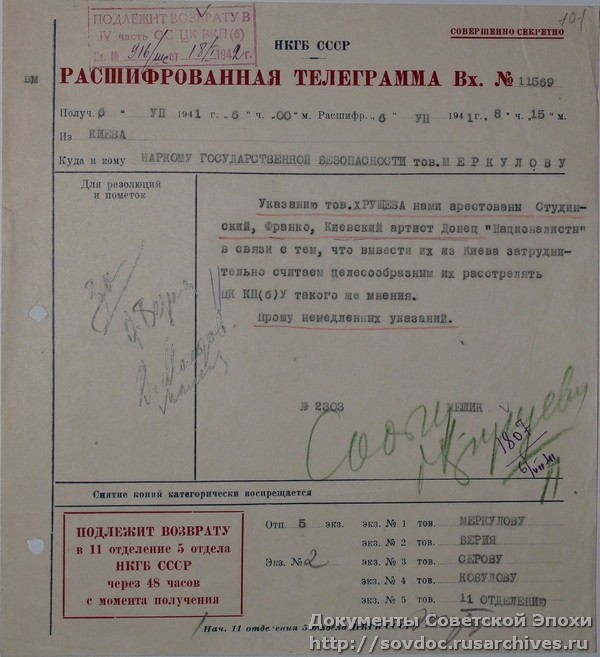

Во время эвакуации советских войск из Львова в июне 1941 был вывезен, и его судьба долго оставалась неясной (по официальному ответу властей он якобы погиб при бомбежке). Но затем в архиве была найдена шифротелеграмма от 6.07.1941, которую народный комиссар государственной безопасности УССР П. Мешик направил народному комиссару государственной безопасности СССР В. Меркулову. В этой шифротелеграмме указывается, что Кирилл Студзинский, Пётр Франко и Михаил Донец были арестованы по указанию Никиты Хрущёва как «националисты» и запрашивается санкция на расстрел без суда всех троих в связи с тем, что «вывезти их из Киева затруднительно» (указывалось, что ЦК КП(б)У с этим согласен). На шифротелеграмме имеется резолюция «За» и подписи Л. Берии, Г. Маленкова и В. Молотова.

## Труды
К. Студинский — автор более 500 работ, в основном, по литературоведению, в которых применял преимущественно социологический и сравнительный методы, в частности в работах по полемической литературы
- «Предостережение» (1895),
- «Памятники полемического литературы кон. XVI и нач. XVII в.» (1900),
- «Pierwszy występ literacki Pocieja» (1902),
- «Антиграфе, полемическое сочинение М. Смотрицкого» (1925) и др..

О культурно-литературном движении в Галиции:
- («Geneza poetycznych utworów Markiana Szaszkiewicza» (1896, украинский перевод 1910),
- «Письма Якова Головацкого» (2 т., 1905—1909),
- «Копитар и Зубрицкий» (1918),
- «Материалы к истории культурной жизни в Галичине в 1795—1857 pp.» (1920) и др..

По фольклору:
- «Лирники» (1894)

О связях Галичины с Приднепровьем:
- «К истории взаимоотношений Галиции с Украиной» (1906),
- «Из писем П. Кулиша к Ом. Партицького» (1908) и др..

По украинской литературе XIX в.
- «Котляревский и Артемовский» (1901),
- «Литературные заметки» (1901),
- «К пятидесятилетию смерти Т. Шевченко» (1911) и др.

Об украинско-польских отношениях:
- «Польские конспирации среди русских воспитанников и духовенства в Галиции в годы 1831—1848» (1908),
- «Письма мин. Флорияна Земялковского к еп. Ивану Ступницкому» (1908) и др.

Студинский также был автором стихов и рассказов, которые печатались в украинских журналах и прессе под псевдонимами К. Викторин, И. Лаврентий, К. Зорян и др..

## Память
В 1993 в с. Кипячка открыт памятник Кириллу Студинским (скульптор — И. Мулярчук). В селе действует комната-музей.
Именем Студинского названы улицы в Тернополе, Киеве и других городах.

## Семья
Дочь Ирина работала в редакции газеты «Руслан», вышла замуж за известного украинского биолога Александра Тисовского (умер 29.03.1968 в Вене) и вместе с ним в 1944 году выехала на Запад, осев в Австрии.
Сын Юрий также эмигрировал, умер в 1965 году в Вене.

### Автобиографические работы
- Студинський К. Автобіографічні нотатки 1 частина. Життя в рідному краї /Напечатано впервые из фонда К.Студинского в ЦИА во Львове. Подготовил к печати П.Медведик // Русалка Дністрова.— 1993.— № 18 (жовт.).
- Студинський К. З поетичного блокнота //Там же.
- Студинський К. Із днів моєї юності //Ювілейна книга Української гімназії в Тернополі 1898—1998: До сторіччя заснування /За ред. С.Яреми. — Тернопіль; Львів, 1998.— С.189-191